# Lieuw Boonstra
Lieuw Boonstra es un deportista sudafricano que compitió en triatlón. Ganó cuatro medallas en el Campeonato Africano de Triatlón entre los años 1998 y 2004.

## Palmarés internacional
| Campeonato Africano | Campeonato Africano   | Campeonato Africano | Campeonato Africano |
| Año                 | Lugar                 | Medalla             | Prueba              |
| ------------------- | --------------------- | ------------------- | ------------------- |
| 1998                | Swakopmund (Namibia)  | Medalla de plata    | Individual          |
| 2002                | Port Louis (Mauricio) | Medalla de bronce   | Individual          |
| 2003                | Swakopmund (Namibia)  | Medalla de bronce   | Individual          |
| 2004                | Laanbang (Sudáfrica)  | Medalla de bronce   | Individual          |